# Невада (округ, Каліфорнія)
Шаблон:StateAbbr_ 39°18′ пн. ш. 120°46′ зх. д. / 39.3° пн. ш. 120.77° зх. д.
Округ Невада (англ. Nevada County) — округ (графство) у штаті Каліфорнія, США. Ідентифікатор округу 06057.

## Історія
Округ утворений 1851 року.

## Демографія
За даними перепису 
2000 року 
загальне населення округу становило 92033 осіб, зокрема міського населення було 52141, а сільського — 39892.
Серед мешканців округу чоловіків було 45617, а жінок — 46416. В окрузі було 36894 домогосподарства, 25930 родин, які мешкали в 44282 будинках.
Середній розмір родини становив 2,88.
Віковий розподіл населення поданий у таблиці:
| Стать    | До 15 років | 15-21 | 22-29 | 30-39 | 40-49 | 50-65 | 65-85 | Понад 85 |
| -------- | ----------- | ----- | ----- | ----- | ----- | ----- | ----- | -------- |
| Чоловіки | 8935        | 4270  | 2904  | 5243  | 7763  | 9199  | 6706  | 597      |
| Жінки    | 8051        | 3645  | 2594  | 5518  | 8651  | 9211  | 7587  | 1159     |

## Суміжні округи
- Сьєрра — північ
- Вошо, Невада — схід
- Пласер — південь
- Юба — захід

## Виноски
1. ↑  U.S. Decennial Census. United States Census Bureau. Архів оригіналу за 4 квітня 2018. Процитовано 28 вересня 2015.
2. ↑  Historical Census Browser. University of Virginia Library. Архів оригіналу за 11 серпня 2012. Процитовано 28 вересня 2015.
3. ↑  Forstall, Richard L., ред. (27 березня 1995). Population of Counties by Decennial Census: 1900 to 1990. United States Census Bureau. Архів оригіналу за 24 вересня 2015. Процитовано 28 вересня 2015.
4. ↑  Census 2000 PHC-T-4. Ranking Tables for Counties: 1990 and 2000 (PDF). United States Census Bureau. 2 квітня 2001. Архів оригіналу (PDF) за 18 грудня 2014. Процитовано 28 вересня 2015.
5. ↑  State & County QuickFacts. United States Census Bureau. Архів оригіналу за 15 липня 2011. Процитовано 4 квітня 2016.(англ.) Наведено за англійською вікіпедією.
6. ↑  American FactFinder. Бюро перепису населення США. Архів оригіналу за 26 лютого 2012. Процитовано 31 січня 2008.

| США | Це незавершена стаття з географії США. Ви можете допомогти проєкту, виправивши або дописавши її. |